# Weluka

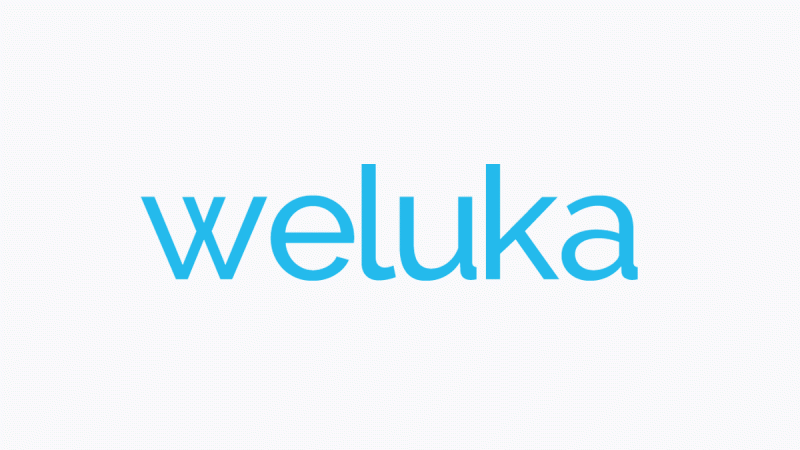
welukaはWordPressの純国産Webサイトビルダーです。

weluka（ウェルカ）とは、2015年10月にPON株式会社からリリースされたWordPressのプラグイン。WordPressをドラッグ＆ドロップの直感操作だけで編集できるWebサイトビルダー。

## 概要
もともと高いシェアを占めていたCMSツールであるWord Pressを使って企業や個人、団体のウェブサイトを制作していたスタッフらが、制作作業を効率化するためのプラグインを探したが、見つからなかったため、自作のプラグインとしてwelukaを開発したことを起源とする。
ユーザーの要望を反映した、無料のアップデートがたびたび行われており、現在も開発が継続中である。

## 主な特徴
Weluka（ウェルカ）は、初心者からプログラマ、デザイナーまで経験を問わず簡単にWebサイトやホームページの制作ができることを最大の特徴とする「Webサイトビルダー」である。HTMLやCSS・PHP・JavaScriptといったプログラミングの専門知識が不要で、ドラッグ＆ドロップで画面に自由にパーツをレイアウトすることが可能である。PC、タブレット、スマホでの表示に対応している（レスポンシブデザイン）。
Welukaは、7000万ユーザーともいわれるWordPressのプラグインとして動作するヴィジュアルエディターを中心に、WordPressではこれまで難しかった、ヘッダー・フッターのデザイン・レイアウトのヴィジュアル編集やテーマの詳細設定、カラー設定なども可能にした、従来のプラグインにない操作性と利便性を兼ね備えている。さらに、WordPressユーザーにニーズの高かった、公開済コンテンツの制作途中の下書き保存も実現することで、WordPressの基本機能を大幅に拡張して制作効率を高め、制作時間・制作コストの低減や即時性を最大化することができる。
また、各種SNS連携にも標準対応、スライダーやYouTube動画、Googleマップなどの埋め込み、豊富なWordPressウィジェット機能など、初心者からプログラマー、デザイナーまで、直観的な操作で見たままのWebサイトが作成できるため、操作に戸惑うことなく、制作作業に集中することができる。

## 動作環境
- インターネットに接続できる環境
- WordPress 4.1以上推奨（WordPress3.6以上であれば動作可能）
- PHP 5.6以上推奨（PHP5.3以上であれば動作可能）
- MySQL 5.5以上推奨（MySQL5.1以上であれば動作可能）
- W3C準拠ブラウザ（Google Chrome 45以上 推奨）
- WordPress マルチサイト対応

※記載されている会社名・商品・サービスの名称等は、各社の商標または登録商標です。